# Калатичи
Кала́тичи (бел. Калацічы) — агрогородок в составе Калатичского сельсовета Глусского района Могилёвской области Республики Беларусь.

Административный центр сельсовета.

## Население
- 1999 год — 677 человек
- 2009 год — 647 человек